# Echinochloa inundata
Echinochloa inundata là một loài thực vật có hoa trong họ Hòa thảo. Loài này được Michael & Vickery mô tả khoa học đầu tiên năm 1975.